# 121. østlige længdekreds
Den 121. østlige længdekreds (eller 121 grader østlig længde) er en længdekreds, der ligger 121 grader øst for nulmeridianen. Den løber gennem Ishavet, Asien, Stillehavet, det Indiske Ocean, Australasien, det Sydlige Ishav og Antarktis.